# Ewa Dąbrowska
Ewa Dąbrowska (* 1963 in Danzig) ist eine polnische Sprachforscherin (Kognitive Linguistik).

## Leben und Wirken
Dabrowska studierte an der Universität Gdańsk, an der sie 1995 in Linguistik promoviert wurde. Danach ging sie nach Großbritannien, wo sie an der Universität Glasgow, der University of Sussex, der University of Sheffield und der Northumbria University Newcastle war, bevor sie 2017 Professorin an der University of Birmingham wurde. Für 2018 erhielt sie eine Humboldt-Professur an der Friedrich-Alexander-Universität Erlangen-Nürnberg.
Dabrowska ist in der kognitiven Linguistik eine führende Vertreterin der Gegnerschaft zur früher etablierten Ansicht (Noam Chomsky u. a.), dass es eine Universalgrammatik gebe, die sogar genetisch verankert sei. Sie untersuchte empirisch den Spracherwerb in verschiedenen Kulturen bei Erwachsenen und Kindern und fand unter anderem, dass Sprachdefizite in den ersten Lebensjahren kaum mehr ausgeglichen werden können. Sie erforscht auch individuelle Unterschiede in den Sprachfähigkeiten bei Sprechern derselben Sprache.
2014 wurde Dąbrowska Präsidentin der United Kingdom Cognitive Linguistics Association. 2024 wurde sie zum Mitglied der Academia Europaea gewählt.

## Schriften (Auswahl)

### Monographien
- Dąbrowska, E. (2017). Ten Lectures on Grammar in the Mind. Brill (Distinguished Lectures in Cognitive Linguistics), Leiden (Neue Ausgabe der Monographie aus dem Jahr 2013).
- Dąbrowska, E. (2013). Ten Lectures on Grammar in the Mind. Foreign Language Teaching and Research Press (Eminent Linguist Lecture Series), Beijing.
- Dąbrowska, E. (2004). Language, Mind and Brain: Some Psychological and Neurological Constraints on Theories of Grammar. Edinburgh University Press / Georgetown University Press.
- Dąbrowska, E. (1997). Cognitive Semantics and the Polish Dative. Mouton de Gruyter.

### Sammelbände
- Dąbrowska, E. & Divjak, D. (2019) Cognitive Linguistics – Foundations of Language. De Gruyter Mouton.
- Dąbrowska, E. & and Divjak, D. (2019) Cognitive Linguistics – Key Topics. De Gruyter Mouton.
- Dąbrowska, E. & and Divjak, D. (2019) Cognitive Linguistics – A Survey of Linguistic Subfields. De Gruyter Mouton.
- Dąbrowska, E. & and Divjak, D. (2015). Handbook of Cognitive Linguistics. De Gruyter Mouton.
- Dąbrowska, E. & Wojciech, K.  (2003) Akwizycja języka w świetle językoznawstwa kognitywnego [Spracherwerb aus kognitiver Perspektive] Uniwersitas.

### Aufsätze
- Dąbrowska, E. (2019) Experience, aptitude and individual differences in language attainment: A comparison of L1 and L2 speakers. Language Learning (69), 72-100.
- Andringa, S. & Dąbrowska, E. (2019) Individual differences in first and second language ultimate attainment and their causes. Language Learning (69), 5-12.
- Dąbrowska, E. (2015) What exactly is Universal Grammar, and has anyone seen it? Frontiers in Psychology (6), 852.
- Dąbrowska, E. (2008) Questions with long-distance dependencies: A usage-based perspective. Cognitive Linguistics (19:3), 391-425.
- Dąbrowska, E. (2008) The later development of an early-emerging system: The curious case of the Polish genitive. Linguistics (46:3), 629–650.
- Dąbrowska, E. (2005) Productivity and beyond: mastering the Polish genitive inflection. Journal of Child Language (32), 191-205.